# Europas store kurbadesteder (verdensarv)
Europas store kurbadsteder er en grænseoverskridende indskrivelse på UNESCOs verdensarvsliste, som består af 11 udvalgte kursteder i syv europæiske lande. De udviklede sig omkring naturlige mineralvandskilder, og de blomstrede fra begyndelsen af 1700–tallet og indtil 1930'erne.
Bath i England blev optaget på verdensarvslisten i 1987. De 11 byers samlede indskrivelse på listen fandt sted den 24. juli 2021.

## Belgien
- Spa

## Frankrig
- Vichy

## Italien
- Montecatini Terme i Pistoia – provinsen, Toscana

## Storbritannien
- Bath, optaget på verdensarvslisten i 1987 og igen i 2021.

## Tjekkiet
De tre tjekkiske kurbadebyer ligger i en trekant i den vestlige del af Bøhmen i regionen Karlovy Vary. De tre byer ligger alle tæt på grænsen til Tyskland.
- Františkovy Lázně (tysk: Franzenbad)
- Karlovy Vary (tysk: Karlsbad)
- Mariánské Lázně (tysk: Marienbad)

## Tyskland
- Bad Ems
- Baden-Baden
- Bad Kissingen

## Østrig
- Baden bei Wien